# Леонид Кулик
Леонид Алексејевич Кулик (19. август 1883 — 14. април 1942) је био совјетски стручњак за минералогију и проучавање метеорита.

## Биографија
Године 1911, као геометар, учествовао је у рад Радијској експедицији коју је предводио Владимир Вернадски, на чијем су предлогу 1912. године постао запослен у Минералогичком музеју Санкт Петербуршке академије наука. Прошао је први светски рат, завршио је у чин поручника. Године 1918. учествовао је у експедицији професора СМ Курбатов-а, који је проучавао минералне наслаге на Уралу. Од 1918. почео је да проучава метеоритику. Године 1921., на његову иницијативу, у Минералогичком музеју основан је Метеоритски одел. Године 1924. завршио је Лењинградски универзитет са дипломом из минералогије, који је започео 1912. године.
Године 1921, уз подршку академика VI Вернадског и АЕ Ферсмана, заједно са ПЛ Дрвертом, организовала је прву совјетску експедицију за проверу извјештаја о паду метеорита који долазе на Академију наука Совјетског Савеза. Показао је посебан интерес у проучавању места и околности пада Тунгуске метеорита. У годинама 1927-1939. организовали и водили шест експедиција (према другим изворима - четири експедиције) до места пада овог метеорита. Открио је радијални карактер континуираног пада шуме на месту пада, покушао да пронађе остатке метеорита, организовао ваздушну фотографију места пада, прикупио информације од сведока јесени. 1939. године, након организације Одбора за метеорите на Академији наука Совјетског Савеза, постао је његов први научни секретар.
У предратним годинама активно је помогао МВ Цхистозвонову - творцу првог планетаријума у Совјетском Савезу, који му је пружио научну литературу и оптичке инструменте.
На почетку Великог патриотског рата, у доби од 58 година, добровољно је за народну милицију рањен и умро на окупираној територији од тифуса у кући његове породице у граду Спас-Деменск. Сахранили су га локални становници који су задржали гроб. Гроб л. А. Кулика је предмет културне баштине.

## Породица
- Најстарија ћерка; унук - ВА Кулик-Павски (1932-2013).
- Кћи - ИЛ Кулик.

## Меморија
У част ЛА Кулика именују се лунарни кратер Кулик и мала планета 2794 Кулик.
1958. године у Совјетском Савезу је издата поштанска марка посвећена научнику.
Кулик приказан у роману "Пут Бро" Владимира Сорокина, у којој је једно поглавље посвећено експедиције коју је предводио Леонид Кулик на мјесту несреће у Тунгуска метеорита.
Године 1928, Едвард Багритски је описао Тунгус експедиције ЛА Кулик у песми "Експлорер", где је провео следеће редове:
Пушка, астролаб, чајник -

Једноставан инструмент за то.

Лутира кроз изумрле реке,

Преко мртве и потопљене земље.

Каква ватрено дрво

Овде је шума потпуно срушена,

Којој нози је дошла

На прљавштини разбијеног грмља?